# روفائيل بطي
رُوفائيل بُطيِّ (1319- 1375 هـ / 1901- 1956 م) أديب وصَحَفي عراقي.

## سيرته
هو رُوفائيل بن بطرس بن عيسى بن بُطيِّ، وبطي أصله «بطرس». ولد في الموصل من أبوين سريانيين أرثوذكسيين. أسَّس جريدة "البلاد" في بغداد، وتولَّى رئاسة تحريرها، إلى أن اضطرَّ إلى الفرار إثر ثورة رشيد عالي الكِيلاني سنة 1941 فخلَفَه على رئاسة تحريرها الصَّحَفي السوري فؤاد الشايب.
يُعَدُّ ابنه فائق روفائيل بطي أحد مؤسسي نقابة الصحافيين العراقيين.

## آثاره
1. «الأدب العصري»
2. «سحر الشعر»
3. «الربيعيات»
4. «الصحافة في العراق».[5]

## روابط خارجية
- روفائيل بطي على موقع أرشيف الشارخ.

- روفائيل بطي في موقع عراقيبيديا